# Idar-Oberstein
Idar-Oberstein è una città di 30.759 abitanti della Renania-Palatinato, in Germania. È il centro maggiore, ma non il capoluogo, del circondario (Landkreis) di Birkenfeld.
Idar-Oberstein si fregia del titolo di "Grande città di circondario" (Große kreisangehörige Stadt).

## Geografia fisica
Il territorio comunale è bagnato dalle acque del fiume Nahe, affluente diretto del Reno.

## Amministrazione

### Gemellaggi
- Achicourt, Francia, dal 1966
- Les Mureaux, Francia, dal 1971
- Margate, Inghilterra, Regno Unito, dal 1981